# Косовари
Косовари са жителите на Косово. Сърбите в Косово се наричат косовски сърби, албанците - косовски албанци. За първи път наименованието е вкарано в употреба през 1942 г. Има две значения — географско и историческо. Под географското се подразбират всички жители на областта (без сърбите от Рашка) като жители на Косово, чиято етимология призлиза от "кос". Под историческото или по-точно историко-етническото понятие на значението косовари се подразбират албанците които претендират да са наследници на илирийското племе дардани. След Балканската война с последвалата я сръбската инвазия в областта, много от албанските лидери бягат в Албания, където формират дори парламентарна група на косоварите.

## Косовски албанци
През XVII век албанското население в областта, първоначално съсредоточено в Метохия, нараства. През XIX век в Косово, както и в останалата част на Балканския полуостров, се пробужда етнически национализъм. В Косово става въпрос за албански етнически национализъм, който включва романтични представи за древна Илирия.
По време на управлението на Слободан Милошевич е предприето етническо прочистване срещу тях, поради което НАТО напада Сърбия, откъсва областта от Сърбия и Черна гора и го поставя под свой протекторат.

## Косовски сърби
Косовските сърби са сръбското население на Косово заселило се през VII век.

## Други етноси в Косово
Другите етноси са цигани (включително албаноезичните ашкали), турци, бошняци и българите мюсюлмани - горани.